# Fantozzi in paradiso
Pour plus de détails, voir Fiche technique et Distribution.
Fantozzi in paradiso, est une comédie italienne réalisée par Neri Parenti et sortie en 1993 ; il s'agit du huitième chapitre de la saga des aventures du personnage fictif Ugo Fantozzi. 

## Synopsis
Le film est composé d'une série d'épisodes :
1. Après les funérailles de son collègue Fonelli, Fantozzi participe aussitôt à un mariage, à l'issue duquel un autre collègue monte sur le vélo sans selle et se tue à son tour.
2. Filini et Fantozzi décident de ne pas se morfondre dans leur vie de retraités sans le sou, et de voler leur entreprise Megaditta, mais à peine ont-ils réussi, que c'est le directeur Barambani qui les prend en voiture et leur reprend leur butin.
3. Fantozzi doit accepter à la maison sa fille et son gendre, dont le mode de vie est très encombrant, et qui finissent par l'expulser de son propre toit.
4. Au cours des funérailles d'un autre collègue, Fantozzi est blessé par le cercueil, et consulte son médecin qui lui révèle qu'il n'a plus qu'une semaine à vivre : il décide donc de s'y adonner à tout ce qu'il s'est interdit jusque-là.
5. Son épouse lui organise à son insu un week-end en amoureux avec Mlle Silvani à Cortina d'Ampezzo, où il croit découvrir enfin ce qu'est la femme et l'amour, au dernier jour de sa vie.
6. le médecin qui lui avait annoncé sa mort annonce qu'il s'était trompé de dossier, ce qui provoque la joie de Fantozzi : courant, comme un fou, il se fait renverser par un camion et aplatir par un rouleau compresseur, ce qui permet pour sa sépulture de lui choisir un cercueil tout plat.
7. Arrivé dans l'au-delà, son avion à destination du Paradis est détourné par des terroristes qui le font "atterrir" devant Bouddha, lequel le condamne à se réincarner pour se purifier : se trompant de sens, Fantozzi revient en arrière et doit recommencer la même vie de misère.

## Fiche technique
- Réalisateur : Neri Parenti
- Scénario : Leonardo Benvenuti, Piero De Bernardi, Paolo Villaggio, Neri Parenti, Alessandro Bencivenni, Domenico Saverni
- Producteur : Mario Cecchi Gori, Vittorio Cecchi Gori
- Photographie : Sandro D'Eva
- Effets spéciaux : Aldo Frollini
- Montage : Sergio Montanari
- Musique : Bruno Zambrini
- Date de sortie : 1993
- Durée : 92 min
- Genre : comédie

## Distribution
- Paolo Villaggio : Ugo Fantozzi
- Milena Vukotic : Pina Fantozzi
- Gigi Reder : Filini
- Plinio Fernando : Uga Fantozzi / Mariangela Fantozzi
- Anna Mazzamauro : Mlle Silvani
- Silvano Spadaccino : Professeur Birkermaier
- Angelo Bernabucci : bookmaker de l'hippodrome
- Paolo Paoloni : Duc Comte
- Jimmy il Fenomeno : parent aux funérailles
- Giulio Massimini : prêtre au début du film
- Stefano Antonucci : prêtre aux deuxièmes funérailles
- Sergio Gibello : radiologue
- Vito Passeri : collègue
- Emanuele Magnoni : collègue
- Neri Parenti : homme au trampolino
- Luciano Gubinelli (voix de Paolo Buglioni) : Bouddha
- Stefania Bellucci : voisine de Fantozzi dans l'avion au Paradis

## Remarques
- Ce film est le dernier où Plinio Fernando joue Mariangela et Uga ; il sera relayé par Maria Cristina Maccà.
- Dans l'épisode se déroulant à Cortina, le réalisateur du film, Neri Parenti, fait une apparition (caméo) dans la scène du trampolino.

## Récompenses et distinctions
- 1994 - Ruban d'argent à Milena Vukotic comme meilleur second rôle

## Référence de traduction
- (it) Cet article est partiellement ou en totalité issu de l’article de Wikipédia en italien intitulé « Fantozzi in paradiso » (voir la liste des auteurs).